# 外源酮
外源性酮是一類通過營養補充劑或特定食物攝入的酮體。這類酮體是指三種水溶性酮（乙酰乙酸酯、 β-羥基丁酸酯[β-HB ]和丙酮）。 這些酮體是突過大量營養素攝入來源變化（例如低葡萄糖和高游離脂肪酸）或激素信號（例如低胰島素和高胰高血糖素/皮質醇）之間的相互作用產生的。 在生理上，酮濃度会因飢餓、生酮飲食或長時間運動而增加，導致酮症。 然而，隨著外源酮補充劑的攝取，即使身體在攝入前未處於酮症狀態，血液中的酮體水平也會快速升高。 但是單純飲用外源性酮不会像生酮飲食那樣促進脂肪燃燒。
大多數補充劑依赖β-羥基丁酸作为外源酮體的來源。由於其能量轉換效率高和人工合成容易的優點，它是最常見的外源酮體。 在體内，β-HB可轉化为乙酰乙酸。當乙酰乙酸進入能量生成的過程時，會在β-酮硫酶的幫助下，變成兩個乙酰輔酶 A分子。 然后乙酰輔酶A能夠進入克雷布斯循環以產生ATP。未合成乙酰乙酸的剩余 β-HB 分子隨後通過乙酰乙酸脱羧酶廢物機制轉化爲丙酮。 

乙酰乙酸

乙酰乙酸是在肝细胞線粒體中通過添加乙酰 CoA 的乙酰基而產生的。這會產生 3-羥基-3-甲基戊二酰 CoA，失去乙酰基，變成乙酰乙酸。 

β-羥基丁酸酯

β-羥基丁酸也在肝细胞内合成；这是通过脂肪酸的代謝來完成的。經過一系列反應，首先生成乙酰乙酸；正是這種乙酰乙酸在β-羥基丁酸脱氫酶的催化下被還原成β-羥基丁酸。  儘管由於分子結構的原因，β-羥基丁酸在技術上並不是酮（OH- 與羰基相连，使其成為酸），但 β-HB 的作用類似于酮，在缺乏葡萄糖的情况下為身體提供能量。 事實上，β-羥基丁酸是酮症期間血液中最豐富的酮類分子。 

丙酮

丙酮是一种有機化合物，化學式為(CH3)2CO，是最簡單和最小的酮之一。它從肝臟內的酮症個體中，通過分解乙酰酮酸合成的。 

## 類型

### 酮鹽(酮體鹽)
酮言通常是β-羥基丁酸的合成化合物，也稱為βHB。然后它與鈉、鉀、鎂和/或鈣结合，以單獨抵銷 βHB 的酸性。大多數酮鹽是混合型的，這意味著只有一半的酮鹽是生物可利用的，導致每個D-β-羥基丁酸(D-bhb)的鹽負荷增加一倍，而生物可利用性更低。 

β-羥基丁酸鹽

### 酮酯類
有多種分子符合“酮酯”的條件。
研究最多的酮酯或酮單酯稱為 D-β 羥基丁酸酯/D 1,3-丁二醇單酯，它是通發酵過程而天然衍生的化合物。它由 NIH 的 Richard Veech 博士和 Todd King 創建，隨後由 KetoneAid 和 TDeltaS 等公司商業化，此前由硅谷科技公司 HVMN 商業化。 
這種單酯與酮鹽中的β-羥基丁酸相同，但与 D 1,3-丁二醇（也稱為 R 1,3 丁二醇）結合而不是鹼（鹽）。這種單酯代謝的第一部分法生在消化系统中（快速释放），接著剩餘的部分發生在肝臟中（緩慢釋放）。  D-β 羥基丁酸酯/D 1,3-丁二醇單酯的代謝結構與 MCT C8 油相似，但强度要强很多倍，且没有 GI 问题。 

### 其他酮酯
從技術上來說，还有其他酮酯，例如乙酰乙酸酯/D/L 1,3-丁二醇（混合型）。这種二酯已經在深海潛水員身上進行了很多測試。它是不可商用。 
另一種酮酯也稱為酮二酯，其是C6和R 1,3 丁二醇的鍵。建議與食物一起食用，此由 Juvenence Labs 商业化。

β-羥基丁酸酯

## 效果
酮體的消耗會產生多種影響，包括减少外周組織中的葡萄糖利用率、對脂肪組織的抗脂解作用以及減少骨骼肌中的蛋白水解作用。  除此之外，酮體還充當信號分子，調節基因表達和適應性反應。 當攝入外源性酮體時，會產生急性和營養性外源性酮症。  

### 血
在人體血液中，酮酯和酮鹽的消耗可導致 D-β-羥基丁酸酯（常规 β-HB 的同種型）血漿濃度高出 50% 以上。 就功效而言，使用酮酯代替酮鹽时，血液中 D-βHB 的濃度更高（KE = 2.8±0.2 mM；KS = 1.0±mM）。 這是因为 KE 補充劑含有 >99% 的 D-βHB同分異構體，而 KS 补充剂含有约 50% 的 L-βHB同分異構體，其代謝速度比 D-βHB同分異構體慢得多。 此外，酮鹽補充劑会略微升高血液的 pH 值。這主要是由於βHB（βHB-）的共軛酸鹼對作用，在血液中完全解離；這會輕微提高血液和尿液的 pH 值，隨著腎臟排出多餘的陽離子（Na+、Ca+、K+），pH 值會進一步升高。 酮酯會降低血液 pH 值，因为 KE水解會與丁二醇生成 β-HB。這兩者經過肝臟代謝，形成酮酸。 

### 賀爾蒙
外源性酮會降低血糖濃度。   儘管碳水化合物儲存充足，但酮會降低血糖，因爲它们限制肝臟糖異生並增加外周葡萄糖的攝取。 人們還知道它們可以減少飢餓感和食欲。飢餓賀爾蒙-飢餓素水平的下降就表明。 此外，据推测外源酮可能会刺激胰岛素分泌。研究指出，動物接触外源酮後會分泌少量胰島素。然而，由於除了那些只服用外源性補充劑的受試者之外，服用外源性酮補充劑和葡萄糖飲料的受試者中，其胰島素也被證明會增加，因此關於酮補充劑對胰島素的影響仍有待觀察更多的研究。 

## 也可以看看
- 乙酰乙酸鹽
- 丙酮
- 酮
- 酮體
- 酮症
- β-羥基丁酸酯（β-HB）